# Bosniaken in Nordmazedonien

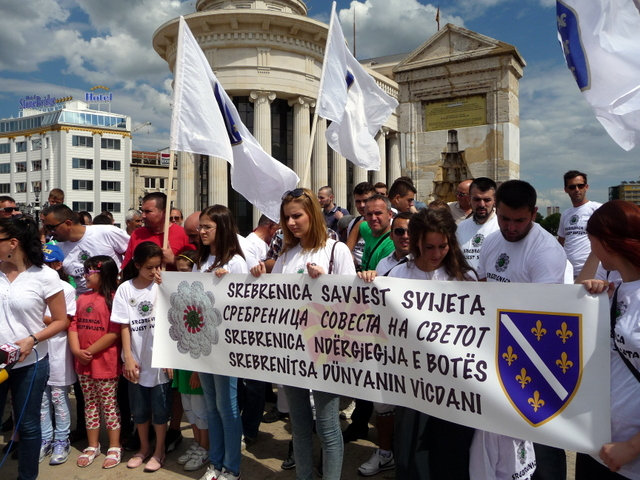
Bosniaken in der Nähe von Mazedonien gedenken des Jahrestags des Völkermords von Srebrenica

Bosniaken in Nordmazedonien (Mazedonisch: Бошњаците во Северна Македонија) (bosnisch Bošnjaci u Sjevernoj Makedoniji) sind eine ethnische Minderheit in der Republik Nordmazedonien. Laut der Volkszählung von 2001 leben 17.018 Bosniaken in Mazedonien, das sind 0,84 % der Gesamtbevölkerung. Diese Minderheit hat ihre eigenen politischen Partei, die Demokratische Liga der Bosniaken. Die meisten Bosniaken leben in der Nähe von Skopje und Veles.

## Geschichte
Bosniaken begannen nach dem Berliner Kongress 1878, sich in Mazedonien niederzulassen. Die Bosniaken flohen aus verschiedenen Gründen, darunter ethnische Spannungen, politische Verfolgung und wirtschaftliche Instabilität. Viele von ihnen suchten Schutz in anderen Regionen des Osmanischen Reiches oder emigrierten in andere Länder, um den Konflikten zu entkommen und ein besseres Leben zu suchen. Bosniaken in der Republik Mazedonien sind überwiegend Angehörige des sunnitischen Islam.

## Historische Volkszählungen
Im Jahr 1952 unterzeichneten Jugoslawien und die Türkei ein Abkommen über die freie Auswanderung, das es Muslimen aus Jugoslawien ermöglichte, in die Türkei auszuwandern. Einige dieser Personen aus nördlicheren Teilen Jugoslawiens beendeten ihre Migration nicht und ließen sich stattdessen in Mazedonien nieder, darunter 5.276 Bosniaken aus Sandžak.
Die historischen Volkszählungen in Jugoslawien haben „Muslime“ (Muslimani), die sogenannten ethnischen Muslime, in der SR Mazedonien mit einer Anzahl von: 1.248 (0,1 %) im Jahr 1971; 39.512 (2,1 %) im Jahr 1981; 35.256 (1,7 %) im Jahr 1991.

## Bemerkenswerte Personen
- Adis Jahović, Mitglied der mazedonischen Fußballnationalmannschaft
- Ferid Muhić, Akademiker
- Elvira Rahić, Sängerin